# Biberbach, Niederösterreich
Biberbach är en ort och kommun  i Österrike. Den ligger i distriktet Amstetten i förbundslandet Niederösterreich, 120 kilometer väster om huvudstaden Wien. 